# Лаксманово срещниче
Лаксмановите срещничета (Ajuga laxmannii) са вид растения от семейство Lamiaceae.
Таксонът е описан за пръв път от британския ботаник Джордж Бентам през 1835 година.